# BMW-Werk Regensburg

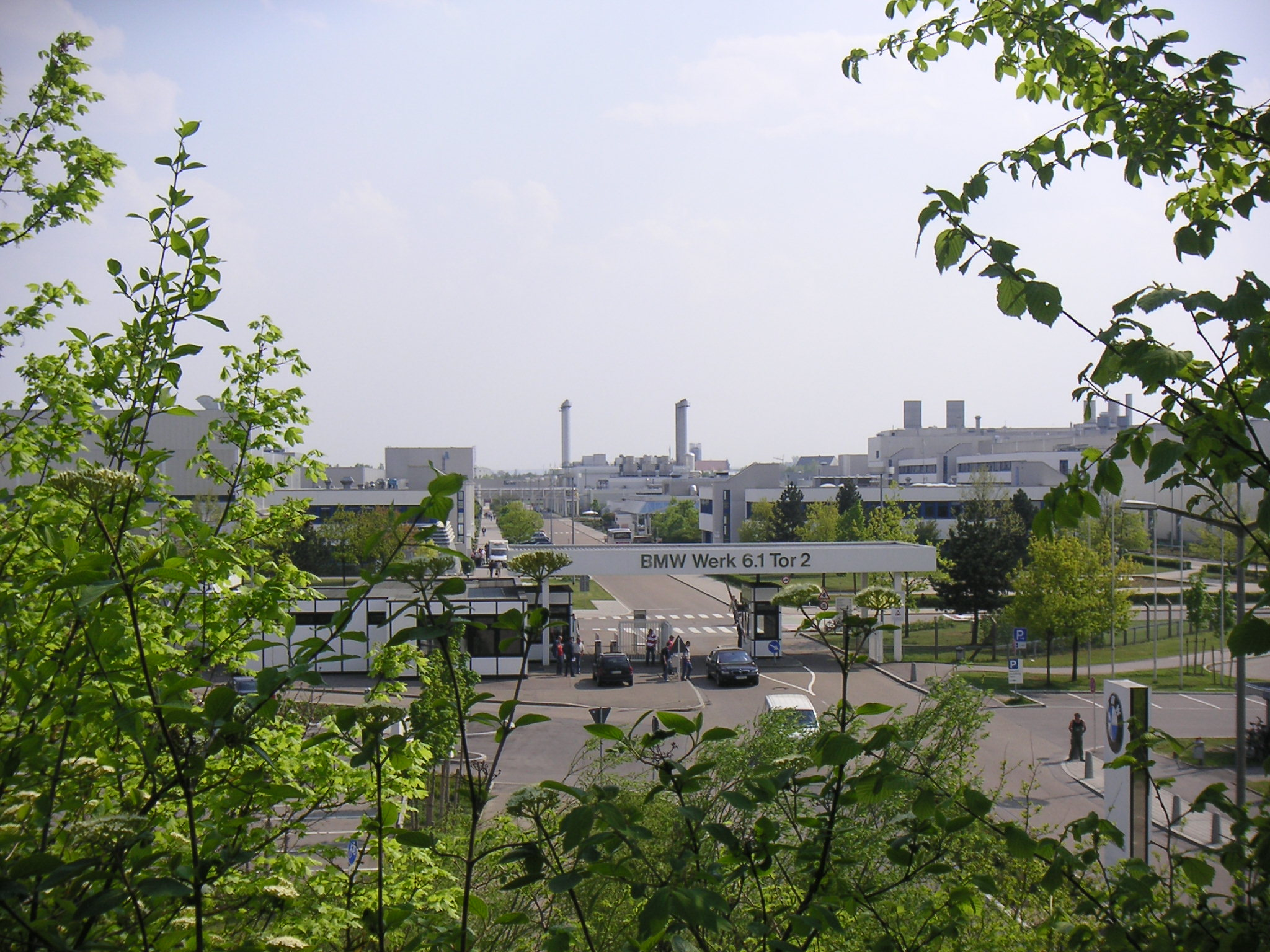
BMW-Werk 6.1 bei Regensburg, Tor 2

Das BMW Group Werk Regensburg ist ein Automobilwerk der BMW AG im Süden von Regensburg mit einer Gesamtfläche von ca. 140 Hektar.

## Geschichte
Die Entscheidung für das BMW-Werk fiel 1982 aufgrund der starken Nachfrage bei der 1976 eingeführten BMW 3er Serie. 1984 fand der Grundsteinlegung statt. 1986 startete nach zweijähriger Bauzeit die Produktion, 1990 folgte die Karosseriefertigung. Bereits im Jahr 1995 rollte das erste millionste Fahrzeug aus dem Regensburger Werk, diesem Meilenstein folgte 1997 der fünfzigtausendste M3. Zudem wurde in diesem Jahr ein eigenes Presswerk in Betrieb genommen. 1998 war das Werk so weit gewachsen, dass die Belegschaft inzwischen auf 8000 Mitarbeiter angewachsen ist. 2001 wurde die Marke von 2 Millionen in Regensburg gefertigten Fahrzeugen erreicht. Außerdem kam es mit der Entscheidung für die Fertigung der 1er Baureihe in Regensburg zum Spatenstich für einen weiteren Ausbau des Werkes. Drei Jahre später begann 2004 die Produktion des 1ers. Bereits 2005 wurde das dreimillionste und 2008 das viermillionste Fahrzeug im Werk Regensburg produziert. 2009 startete die Fertigung des BMW Z4, außerdem wurde ein Erweiterungsbau des Presswerks in Betrieb genommen. 2010 erfolgten Umbaumaßnahmen im Werk für die im Jahr 2011 gestartete Serienproduktion der 2. Generation des BMW 1ers. Die Produktion der 6. Generation des BMW 3ers sowie umfangreiche Investitionsmaßnahmen in Presswerk, Karosseriebau und Logistik starteten 2012.
2018 Start der Produktion des BMW X2. Im Jahr 2022 stellte das Werk auf die Produktion von Elektrofahrzeugen um und begann mit der Fertigung des BMW BMW iX1. Der Produktionsstart des BMW iX1 im Jahr 2022 markiert einen wichtigen Schritt in der Elektrifizierungsstrategie der BMW Group. 2023 folgte die Produktion des neues BMW X2 und des BMW iX2.

## Werke
Das BMW-Werk Regensburg besteht neben dem Hauptwerk an der Herbert-Quandt-Allee aus mehreren kleineren Werken und Außenlagern.
- Hauptwerk Regensburg 6.1 (Herbert-Quandt-Allee)
- Batteriewerk 6.11 (Leibnizstraße). Seit 2022 Batteriefertigung (ab 2021 Batteriezelllackierung), vorher Türen und Klappen Produktion.
- Werk Wackersdorf 6.2 bzw. inkl. mehrerer Zulieferer auch Innovationspark Wackersdorf (Oskar-von-Miller-Straße, Wackersdorf)

## Produktion
Insgesamt wurden in dem Werk seit der Produktionsaufnahme bis 2023 8 Millionen Fahrzeuge gebaut. Die Jahresproduktion betrug 238.301 Fahrzeuge im Jahr 2023. Derzeit werden im BMW-Werk Regensburg täglich 1300 Fahrzeuge produziert.

### Fahrzeugpalette
- BMW X1
- BMW iX1
- BMW X1 Plug-in Hybrid
- BMW X2
- BMW iX2

## BMW Wackersdorf
Das Werk Wackersdorf liegt auf dem Gelände der in den 1980er Jahren geplanten Wiederaufarbeitungsanlage Wackersdorf. Nach der durch heftige Proteste erreichten Einstellung des Projektes kam es gegen Ende des Jahres 1989 zum Verkauf eines Teilgeländes an BMW, wo von nun an Karosserien gefertigt wurden.
Gemäß der Werksnummer 6.2 ist das Werk Wackersdorf dem Regensburger Werk zugeordnet.
Im Innovationspark Wackersdorf stehen eine Reihe weiterer Unternehmen sowohl untereinander als auch mit BMW in enger Zusammenarbeit. Hierzu zählen Zulieferer, Dienstleister als auch Logistikunternehmen.

## Bekannte Werksangehörige
- Dieter Hendel, (* 1934), technischer Werkleiter von 1985 bis 1992 und danach Werkleiter bis 1994